# وحشت در بیشه
وحشت در بیشه یا جنگل (به انگلیسی: The Woods) یک فیلم فراطبیعی ترسناک آمریکایی محصول سال ۲۰۰۶ به کارگردانی لاکی مک‌کی با بازی اگنس بروکنر، پاتریشا کلارکسون، ریچل نیکولز، لورن بیرکل و بروس کمبل است. داستان فیلم در سال ۱۹۶۵ اتفاق می‌افتد، داستان آن دربارهٔ یک دختر نوجوان متعصب است که به یک دبیرستان خصوصی دخترانه‌ای در نیو انگلند فرستاده می‌شود که رازی شوم مربوط به کارکنان، تاریخ و جنگل‌های اطراف مدرسه را در خود دارد.

## داستان
در سال ۱۹۶۵ در نیو انگلند، دختری توسط پدر و مادر عجیبش به مدرسه‌ای در اطراف جنگل فرستاده می‌شود ولی او بعد از مدتی با چند اتفاق اسرار آمیز در جنگل روبه رو می‌شود…

## تولید
این فیلم در سال ۲۰۰۴ در مونترآل، کانادا فیلمبرداری شد.

## انتشار
این فیلم اولین نمایش خود را در آمریکای شمالی در جشنواره بین‌المللی فیلم فنتیژا در مونترال در سال ۲۰۰۶ داشت. توزیع‌کننده فیلم، یونایتد آرتیستس، برای اکران در سینما برنامه‌ریزی کرد، اما پس از خرید شرکت مادر مترو گلدوین مایر، سونی پیکچرز در سال ۲۰۰۴ متوقف شد. سرگرمی خانگی سونی پیکچرز فیلم را در ۳ اکتبر ۲۰۰۶ پس از نمایش جشنواره به صورت فیلم ویدئویی در ایالات متحده منتشر کرد.

## پاسخ انتقادی
در راتن تومیتوز بر اساس ۱۶ بررسی این فیلم نمره ۶٫۳ از ۱۰ را دارد.